# Partit de l'Esquerra Kurda de Síria
Partit de l'Esquerra Kurda de Síria (kurd: Partiya Çep a Kurd ên Sûriyê, PCK-S; àrab: الحزب اليساري الكردي في سوريا, al-Ḥizb al-Yasārī al-Kurdī fī Sūriyā) és el nom de dos partits sirians formats per l'escissió del Partit Socialista Kurd de Síria (kurd: Partîya Sosyalîst a Kurd li Sûriyê) en 2012, un liderat per Mohamed Mosa, fundador en 1977 del partit, i l'altre per Salih Gedo, que en el moment de l'escissió dirigia el partit. Ambdós partits son propers al Partit de la Unió Democràtica.

### Partit de l'Esquerra Kurda de Síria – Congrés
Liderat per Muhammad Musa. De 1992 a 2011 va formar part de l'Aliança Democràtica Kurda de Síria, i de 2009 a 2011 del Consell Polític Kurd a Síria, però en octubre de 2011, arrel del l'esclat de la Guerra Civil siriana, es va unir al Consell Nacional Kurd, En 2022 Muhammad Musa encara n'era el secretari general.

### Partit de l'Esquerra Kurda de Síria – Comitè Central
Liderat per Salih Gido. De 1992 a 2011 va formar part de l'Aliança Democràtica Kurda de Síria, però en octubre de 2011, arrel del l'esclat de la Guerra Civil siriana, es va unir al Consell Nacional Kurd, i el secretari general Salih Gedo en formà part, En 2021 Salih Gedo encara era el secretari general. però el partit en fou expulsat, amb altres partits, a causa de la seva cooperació amb el Partit de la Unió Democràtica (PYD), en 2016 però la coalició es va desfer per la seva rivalitat amb el Partit de la Unió Democràtica (PYD).